# توماس كروفورد (سياسي)
توماس كروفورد (بالإنجليزية: Thomas Crawford)‏ هو سياسي كندي، ولد في 16 أغسطس 1847 في مقاطعة فيرماناغ في المملكة المتحدة، وتوفي في 9 فبراير 1932 في تورونتو في كندا. حزبياً، نشط في حزب أونتاريو المحافظ التقدمي. وقد انتخب عضو برلمان مقاطعة أونتاريو.